# Мартон, Вивиана
Вивиана Мартон (венг. Viviana Márton; род. 16 февраля 2006, Тенерифе, Канарские острова) — венгерская тхэквондистка. Олимпийская чемпионка летних Олимпийских игр 2024 года.

## Биография
Вивиана Мартон родилась 16 февраля 2006 года на Тенерифе в Испании, в семье Солта и Барбары Мартон. Её отец ранее занимался кикбоксингом в Будапеште, а мать играла в гандбол. В начале 2000-х годов родители переехали на Канарские острова. В 2018 году переехала в Мадрид. У неё есть сестра-близнец Луана Мартон, которая также участвует в международных соревнованиях по тхэквондо.
Вивиана тренировалась в клубе «Ханкук» в Мадриде, где её тренером была олимпийская чемпионка по тхэквондо из Финляндии Суви Микконен. В 2024 году перешла в клуб «Уйпешти ТЕ» в Будапеште.

## Карьера
Мартон завоевала золото на юниорском чемпионате Европы по тхэквондо в Таллине в августе 2023 года. В ноябре 2023 года выиграла титул чемпионки Европы по тхэквондо до 21 года в весовой категории до 62 кг в Бухаресте.
В мае 2023 года дошла до четвертьфинала на чемпионате мира по тхэквондо в Баку.
На III Европейских играх в Кракове в категории до 67 килограммов Мартон уступила в первом же раунде француженке Магде Вит-Энен.
Приняла участие в Европейском олимпийском квалификационном турнире по тхэквондо 2024 года в Софии и прошла квалификацию на Олимпийские игры 2024 года в весовой категории до 67 кг.
На летних Олимпийских играх 2024 года в Париже 9 августа в весовой категории до 67 кг стала обладательницей золотой медали. В финальной схватке победила соперницу из Сербии Александру Перишич.